# Yacimiento arqueológico de Torreparedones
El yacimiento arqueológico de Torreparedones, también conocido como Castro el Viejo o Torre de las Vírgenes, es un conjunto arqueológico andaluz ubicado entre los términos municipales de Baena y Castro del Río, en la provincia de Córdoba. El hallazgo de numerosos y relevantes restos arqueológicos pertenecientes a la cultura de tartesios, íberos y romanos ha hecho que algunos medios comiencen a denominarla como la «Pompeya cordobesa». Se encuentra a una elevación de 579,60 m s. n. m. y estuvo habitada al menos durante 3500 años, desde la Edad del Cobre hasta la Baja Edad Media. 
Fue inscrito como Bien de Interés Cultural en la tipología de zona arqueológica el 14 de noviembre de 2007. El yacimiento abrió sus puertas al público el 17 de enero de 2011 y cuenta con un centro de visitantes desde marzo de 2016. Muchas de las estatuas y artilugios originales encontrados se hallan en el Museo Histórico y Arqueológico de Baena.

## Historia
Los primeros vestigios de pobladores humanos en Torreparedones datan del II milenio antes de Cristo, remontándose a la Edad del Cobre, tal y como atestigua un sondeo realizado en 1990 junto a la puerta oriental, y manteniéndose a lo largo de toda la época calcolítica. A partir del siglo VIII a. C. comenzaron a llegar los colonos griegos y fenicios.

### Oppidum íbero
En torno al año 600 a. C. se construyó la muralla de un perímetro de un kilómetro que protegía una extensión de más de diez hectáreas, lo que sería el antiguo oppidum íbero, una ciudad fortificada en altura, de los más importantes en la campiña cordobesa, alcanzando su máxima expansión. Dicha muralla estaba reforzada con torres proyectadas hacia el interior. Aunque se desconoce la organización exacta de esta primera ciudad íbera, las viviendas estaban realizadas en adobe y tapial, mientras que a partir del siglo V a. C. se empezaron a construir de mampostería.

#### Santuario íbero

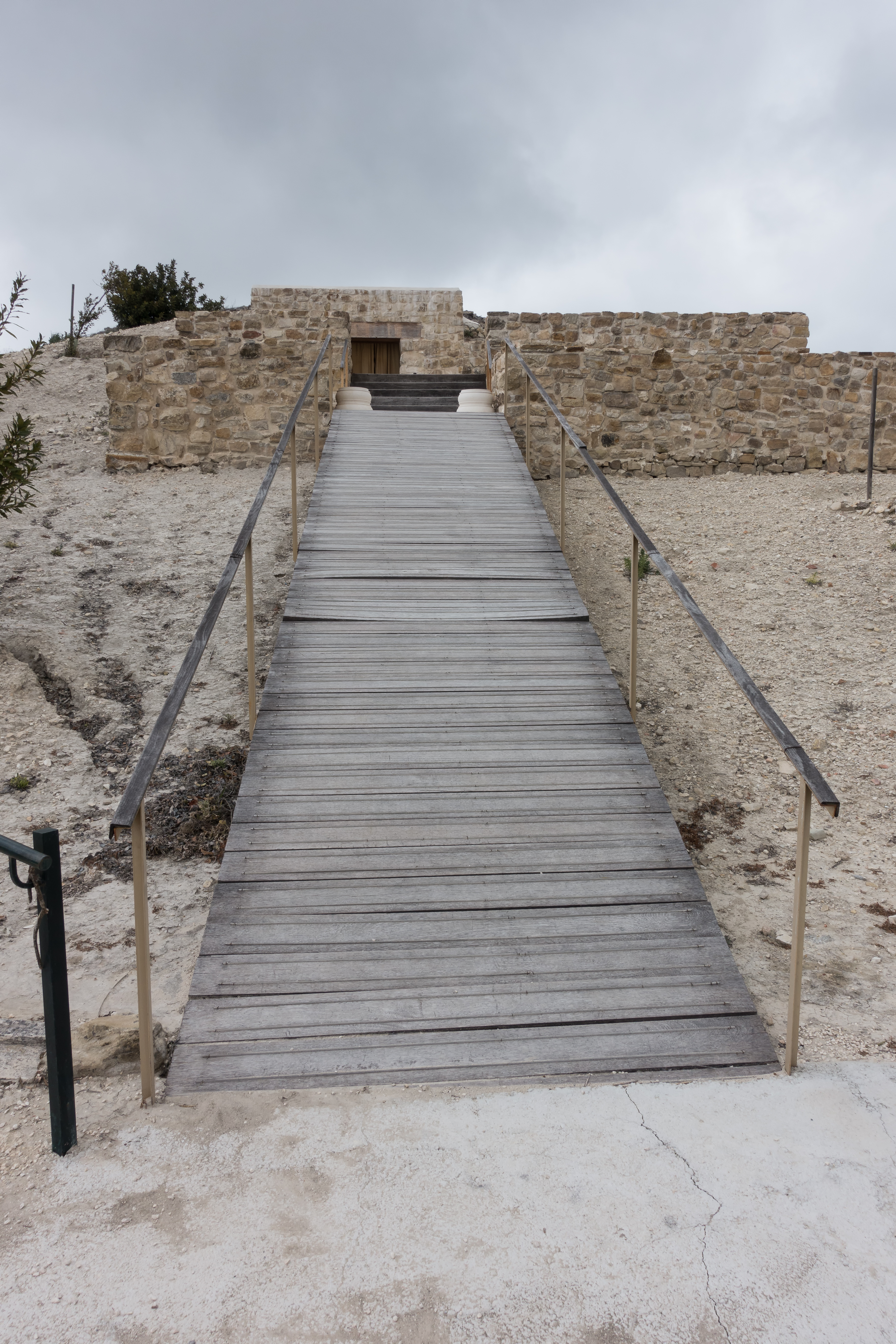
Acceso al santuario íbero, dedicado a la diosa Caelestis.

El santuario se encuentra a extramuros de la ciudad y fue utilizado entre los siglos III a. C. hasta el siglo II. La imagen de culto, dedicada a la diosa Caelestis, no albergaba forma humana, al igual que en otros santuarios íberos como el hallado en el oppidum de Puente Tablas (Jaén), sino que era un betilo estiliforme, en este caso una columna coronada por un capitel foliáceo. La luz solar tocaba el capitel durante el solsticio de invierno y la basa durante solsticio de verano. Es probable que la divinidad fuera venerada bajo la advocación de Juno Lucina, según se ha evidenciado en una cerámica coetánea en la que aparece una fecha que podría corresponder a la fiesta de la Matronalia, dedicada a esta diosa de la maternidad y los partos. Además, la mayoría de los cientos de exvotos encontrados corresponden a mujeres embarazadas, que visitarían el santuario para rezar e implorar por fertilidad, una buena gestación y alumbramiento.
En septiembre de 2020, tras una excavación de urgencia por unas remociones clandestinas, se encontró un segundo santuario, a unos 500 metros del primero y donde se pudieron catalogar siete exvotos dedicados a figuras zoomórficas en forma de caballo. Asimismo, se hallaron varias tumbas en el lugar.

### Ciudad romana
Tras la conquista romana de la zona, los invasores consiguieron reaprovechar y fusionar el antiguo oppidum íbero con la nueva ciudad romana, habiendo evidencias de construcciones durante la República romana debido al hallazgo de cerámica campaniense de la época por todo el yacimiento. Con el alzamiento de Augusto como primer emperador romano, la ciudad alcanzó un nuevo estatus tal y como demuestran los relevantes cargos a elegir en el momento en la ciudad: aediles y duoviri, entre otros. Torreparedones ha sido identificada en varias ocasiones como Ituci Virtus Iulia, población descrita por Plinio el Viejo e incluida en el Conventus Astigitanus, una división de la provincia romana de la Bética con capital en Écija, aunque varios estudios arqueológicos más recientes la identifican con la localidad de Bora, descrita por Plinio el Viejo como Ebora Cerealis.
Las diversas excavaciones han sacado a la luz grandes monumentos romanos como el foro, de unos 528 metros cuadrados, tres termas romanas, un macellum (mercado), uno de los pocos ejemplos conservados en la península ibérica, un templo dedicado al culto imperial, entre otros. La superficie excavada en el interior de la muralla, que alberga una dimensión de 10,5 hectáreas en su totalidad, podría estimarse en un 10% en enero de 2021.

#### Puerta oriental

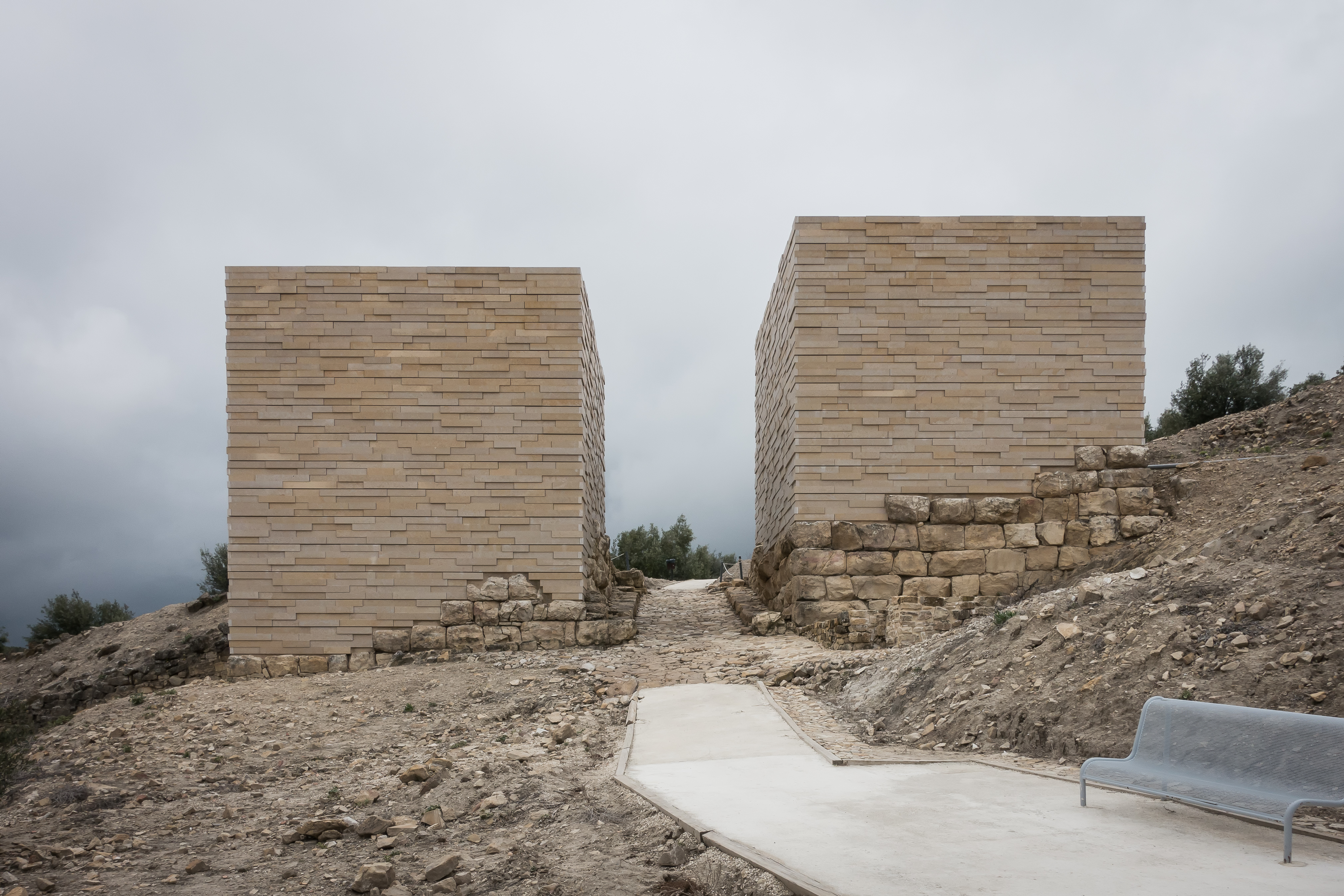
La puerta oriental, único acceso en época íbera, ha sido recrecida en la actualidad.

La puerta oriental es el único acceso documentado del recinto amurallado íbero del 600 a. C., sin embargo, en época romana (siglo I a. C.) se sustituyó por otra de mayores dimensiones, flanqueada por dos torres defensivas. Dichas torres tenían la parte inferior realizada en piedra y en la parte superior una estructura diáfana para albergar maquinaria de guerra y cuerpo de guardia. El acceso era realizado con un sistema de doble puerta, con acerado para peatones y la parte central para animales de carga. Su reforzamiento pudo estar relacionado con la segunda guerra civil de la República romana (49 a. C.-45 a. C.) entre Julio César y los hijos de Pompeyo en la zona.

#### Termas de la Salud

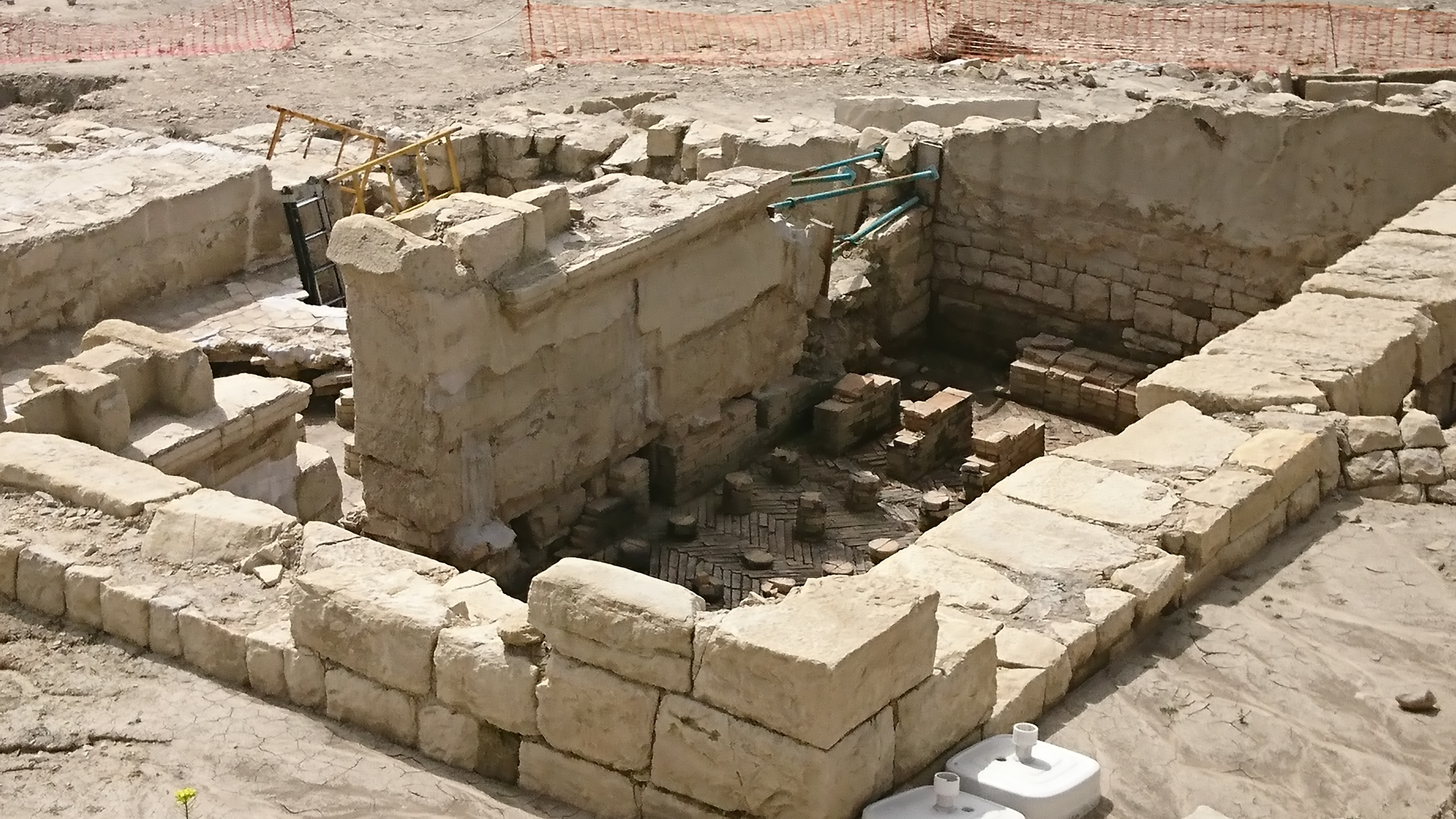
Termas orientales o de la Salud en 2018 en proceso de excavación y puesta en valor.

Las termas romanas de la Salud, también conocidas como termas orientales, son las terceras documentadas en la ciudad y fueron construidas en la primera mitad del siglo I, durante el reinado del emperador Tiberio (r. 14-37), y más tarde fueron reformadas durante época flavio-trajanea (60-125), hasta su abandono definitivo en el siglo II. Estas aguas se encontraban bicarbonatadas y sulfuradas, lo que hacían que su uso fuera idóneo para terapias reumáticas y digestivas. Con una superficie de 220 metros cuadrados, constan de una misma sala fría (frigidarium) y vestuario (apodyterium), sala templada (tepidarium) y sala caliente (caldarium), esta última es la más amplia y donde se han conservado las paredes originales de más de tres metros de altura, con una piscina de agua caliente (alveus) y una fuente de agua fría para aguantar las altas temperaturas (labrum). Asimismo, se ha conservado el hipocausto. Aun se desconoce el trazado del acueducto (muy posiblemente por tuberías y sifonado), por el que se abastecían tanto las termas como el resto de la ciudad. Resulta impensable abastecer unas termas con un simple pozo. Se ha encontrado un altar a la diosa de la Salud y una jarra de bronce con la representación de la cabeza de nuevo a la divinidad.
Los otros dos espacios termales son unos pequeños baños junto al foro y las termas denominadas balneum calpurnianum, ubicadas donde ahora se encuentran los restos de la ermita de las Vírgenes (siglo XVI). Dicha denominación se debe a que fueron patrocinadas por un ciudadano llamado Marco Calpurnio. Aunque su propiedad fuera privada, su uso era público. Desde el vestuario se podía acceder a cualquiera de las salas termales.

#### Foro

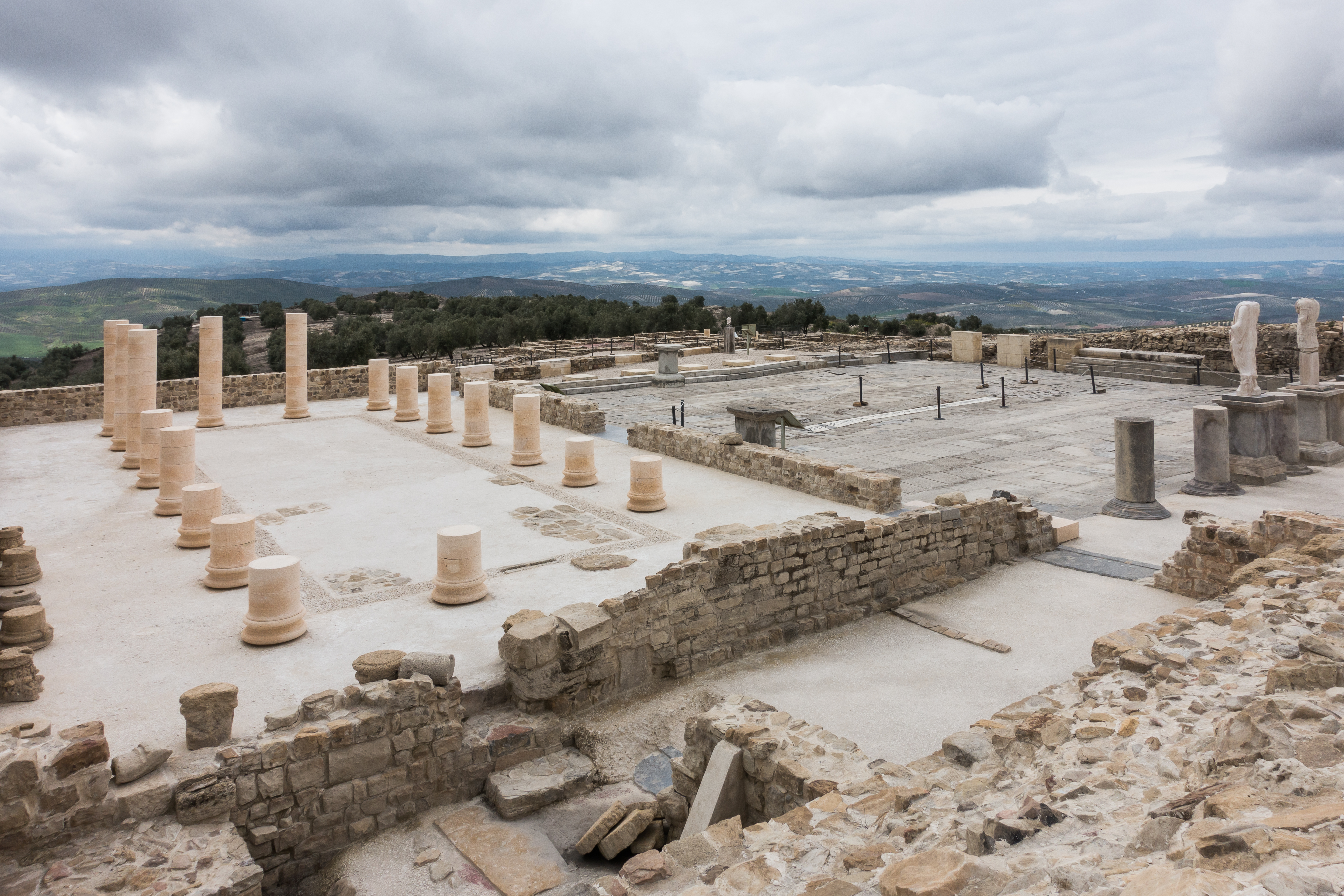
Vista del foro romano en el centro de la ciudad.

Tras la conquista romana de la ciudad, se construyó el foro con una superficie de 528 metros cuadrados, el centro monumental de la ciudad donde se desarrollaba la vida pública, religiosa, administrativa y judicial. En el pavimento se descubrió una inscripción realizada con letras de bronce que recuerda la pavimentación de la plaza gracias a un personaje desconocido llamado Marco Junio Marcelo de la tribu Galeria.

M(arcus) · Iunius · M(arci) · f(ilius) · Gal(eria) · Marcellus [- - -(c-37/39)- - -Aug]usti · forum · s(travit) · d(e) · s(ua) · p(ecunia)
Marco Junio Marcelo, hijo de Marco, de la tribu Galeria… de Augusto, pavimentó el foro con su dinero.

El espacio público, construido en época del emperador Augusto (r. 27 a. C.-14 d. C.), pero pavimentado con losa caliza de la sierra de Córdoba durante el gobierno de Tiberio (r. 14-37), se encontraba lleno de estatuas honoríficas, como las marmóreas y sedentes pertenecientes a los emperadores Augusto y Claudio (r. 41-54). Al norte y al oeste se ubicaban unos pórticos columnados, mientras que al oeste se hallaba el templo al culto imperial (Augusto), al este la basílica para impartir justicia, mientras que la curia se situaba en el ángulo noroeste. En la curia se custodiaba el dinero de la comunidad (aerarium), el archivo para documentos oficiales (tabularium) y una sala de reuniones para los 48 decuriones y los dos duoviri.

#### Mercado

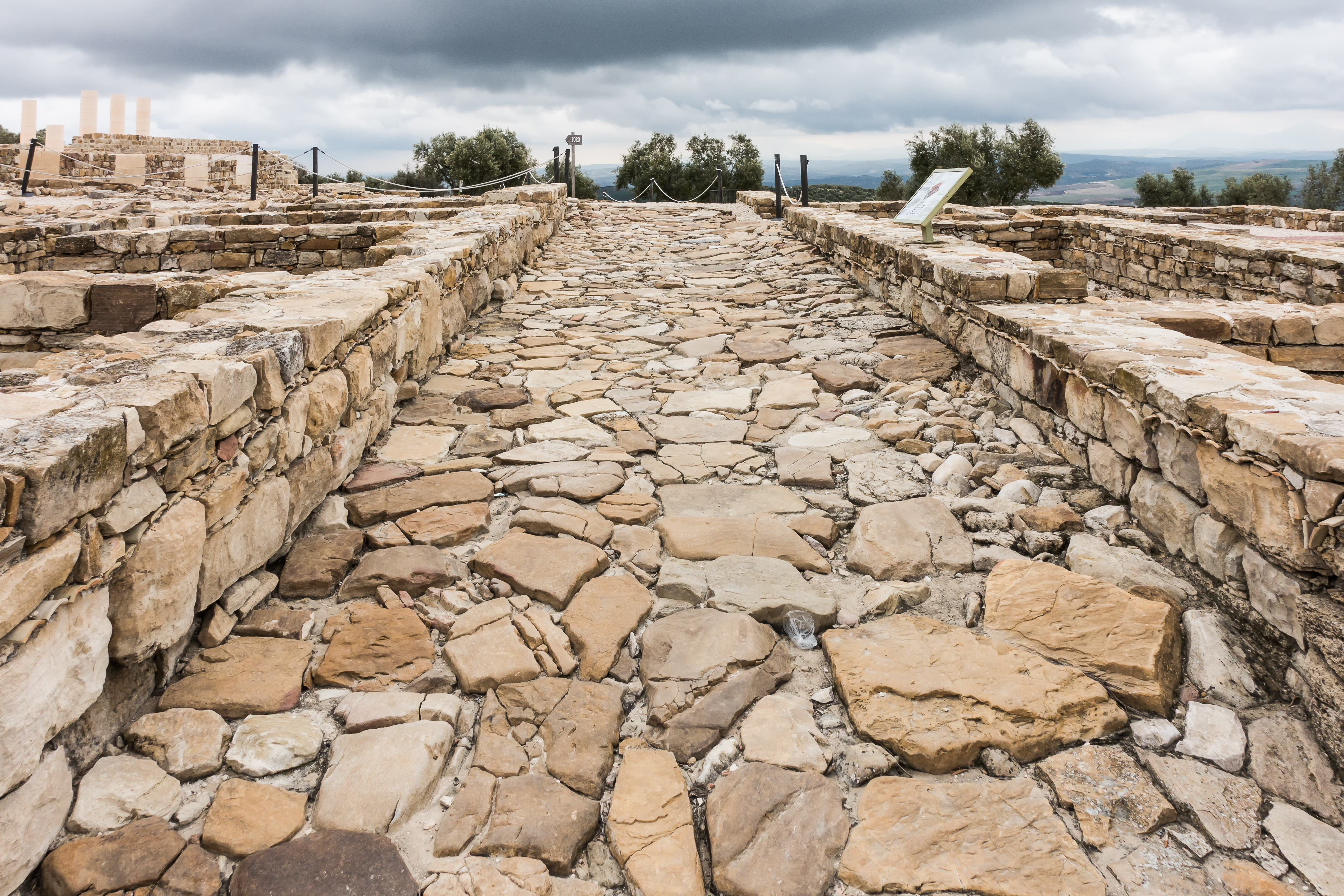
Algunas calzadas romanas se mantienen en un elevado grado de conservación.

El mercado o macellum es uno de los pocos ejemplos conservados en la península ibérica. Estaba gestionado por magistrados elegidos por el senado local y en él se vendía carne, aves de corral y de caza, pescado, productos hortícolas y pan. Su superficie fue de 380 metros cuadrados y albergaba tres accesos. Se han detectado hasta cuatro fases constructivas del edificio, comenzando en el siglo I y perdiendo su función comercial en el siglo III, más tarde pasó a utilizarse como redil de animales y, finalmente, como cementerio.

#### Anfiteatro
Tras la realización de fotografías aéreas y teledetección por lídar, se confirmó la presencia de un anfiteatro romano en 2017 en el término municipal de Castro del Río, por lo que se procedió a la primera fase de su excavación entre julio de 2018 y mayo de 2019. El anfiteatro fue edificado aprovechando la pendiente del terreno para erigir parte de las gradas, al igual que el anfiteatro de Segóbriga. Alberga una forma pseudocircular, con un diámetro entre 67 y 64 metros y fue utilizado entre la primera mitad del siglo I y la segunda del siglo II. Se excavó un tercio del perímetro del edificio, aunque se decidió taparlo de nuevo a la espera de comprar los terrenos al propietario, ya que se encuentra a extramuros del yacimiento.

#### Necrópolis

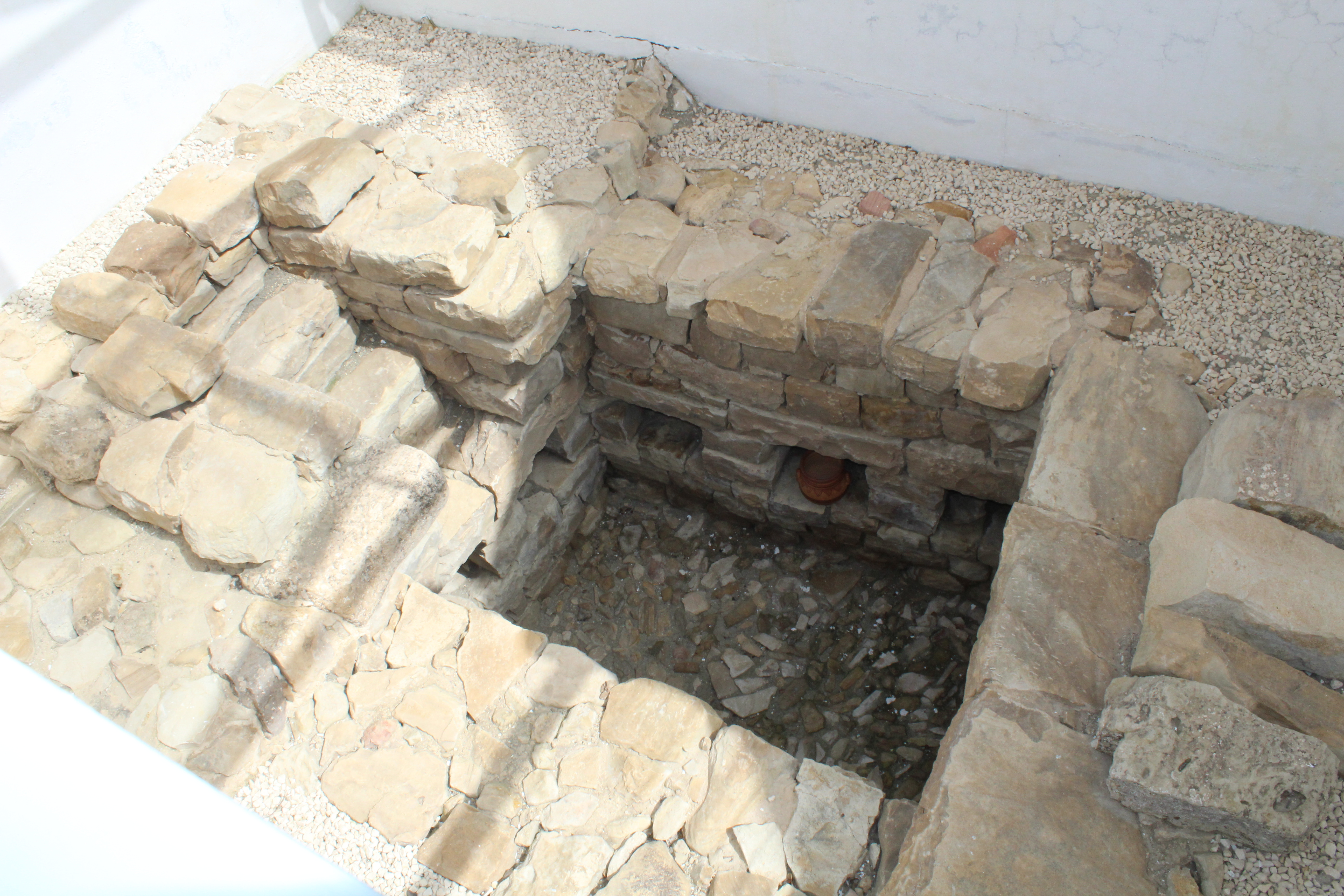
Una de las tumbas ubicadas en la necrópolis oriental del conjunto arqueológico.

Las necrópolis romanas siempre solían ubicarse a extramuros y actualmente, se conocen dos en el yacimiento: la necrópolis oriental y la septentrional. La oriental, junto al centro de recepción de visitantes construido en 2016, ha sido excavada en gran parte y se han hallado más de cien tumbas de inhumación con nichos para albergar las cenizas del difunto. En 2019 se descubrieron otros dos nuevos enterramientos. Por otro lado, la septentrional, se conoció gracias al hallazgo fortuito del Mausoleo de los Pompeyos en 1833, una tumba monumental en la que se descubrieron catorce urnas de piedra, de las cuales doce tenían inscrito el nombre familiar de Pompeyo.

#### Casa del panadero
La casa del panadero fue la primera domus romana en ser excavada al completo en el yacimiento de Torreparedones entre 2015 y 2017. Su superficie ronda los 700 metros cuadrados y se encuentra en la zona meridional del asentamiento. Su denominación se debe al hallazgo de un gran horno dedicado a la fabricación de pan. Su datación se estima entre los siglos I y II, aunque hay constancia de estructuras de viviendas anteriores. El 28 de diciembre de 2020 comenzaron unas obras con el objetivo de consolidar y restaurar de la estructura, cuyos trabajos concluyeron el 20 de octubre de 2021.

### Castillo y aldea medieval

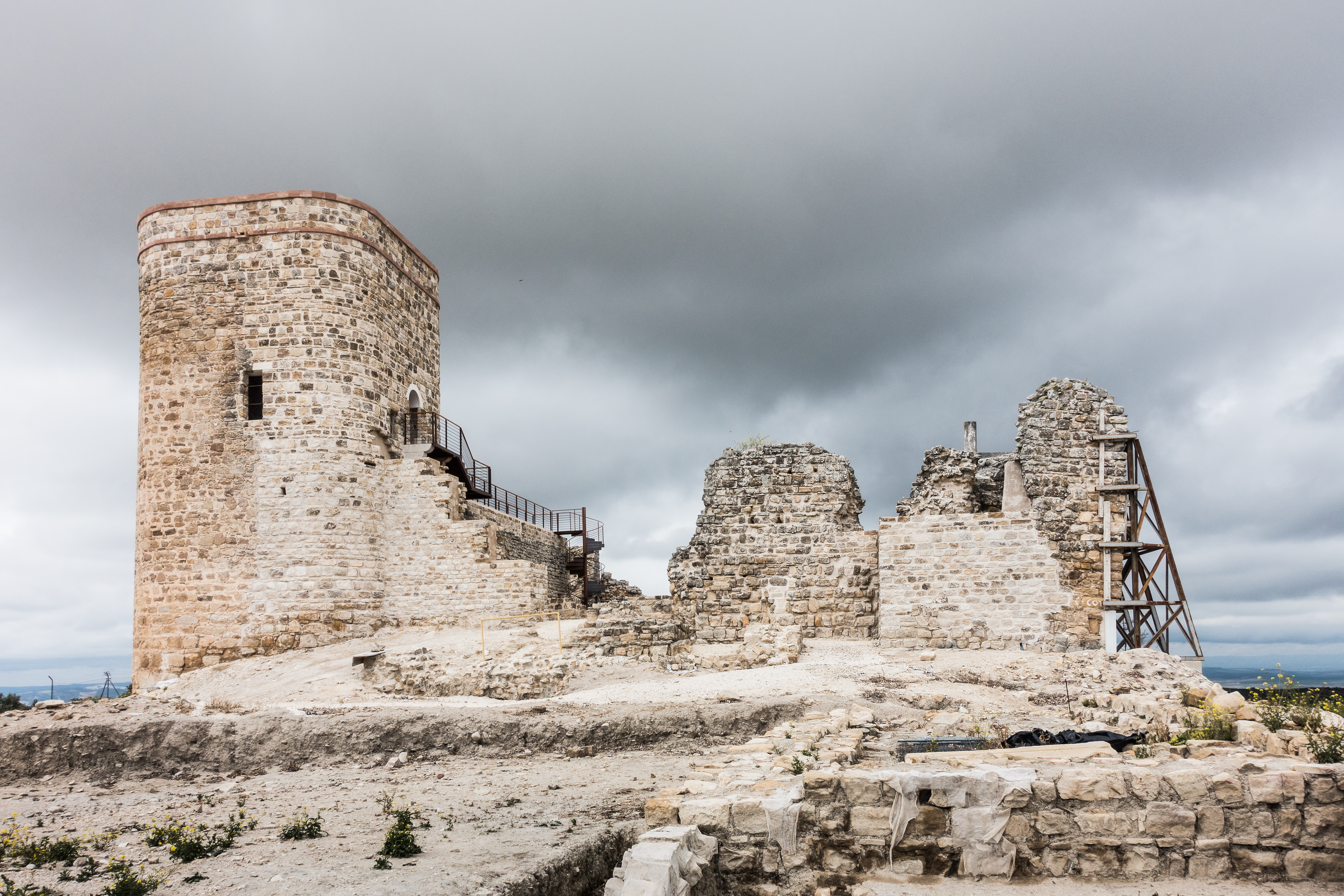
El castillo de Torreparedones de época medieval también forma parte del yacimiento.

Existe constancia de la presencia musulmana en Torreparedones entre el Califato de Córdoba (siglo X) hasta al menos el siglo XII tal y como demuestra la cerámica y numismática hallada, así como algunas estructuras murarias. Tras la conquista cristiana a mediados del siglo XIII, comenzó a conocerse con el nombre de «Castro el Viejo» y se alzaba muy cercano a la frontera entre la Corona de Castilla y el Reino nazarí de Granada. Por este motivo, a finales del siglo XIII se construyó el castillo de Torreparedones, en forma trapezoidal, apareciendo en esta fecha las primeras referencias. Perteneció al monarca Alfonso X hasta que lo cedió a Fernán Alonso de Lastres, comendador de la Orden de Santiago y alcaide del castillo de Baena, por los esfuerzos militares de la Reconquista, manteniendo su papel estratégico. Tras concluir la Guerra de Granada y perder su función militar en el siglo XVI, pasó al concejo de Córdoba. Durante la Desamortización se subastó a particulares. Su torre, que se eleva a casi 600 metros sobre el nivel del mar, es la zona más alta de la Campiña y desde donde se divisan más de 30 pueblos.

### Ermita de las Vírgenes

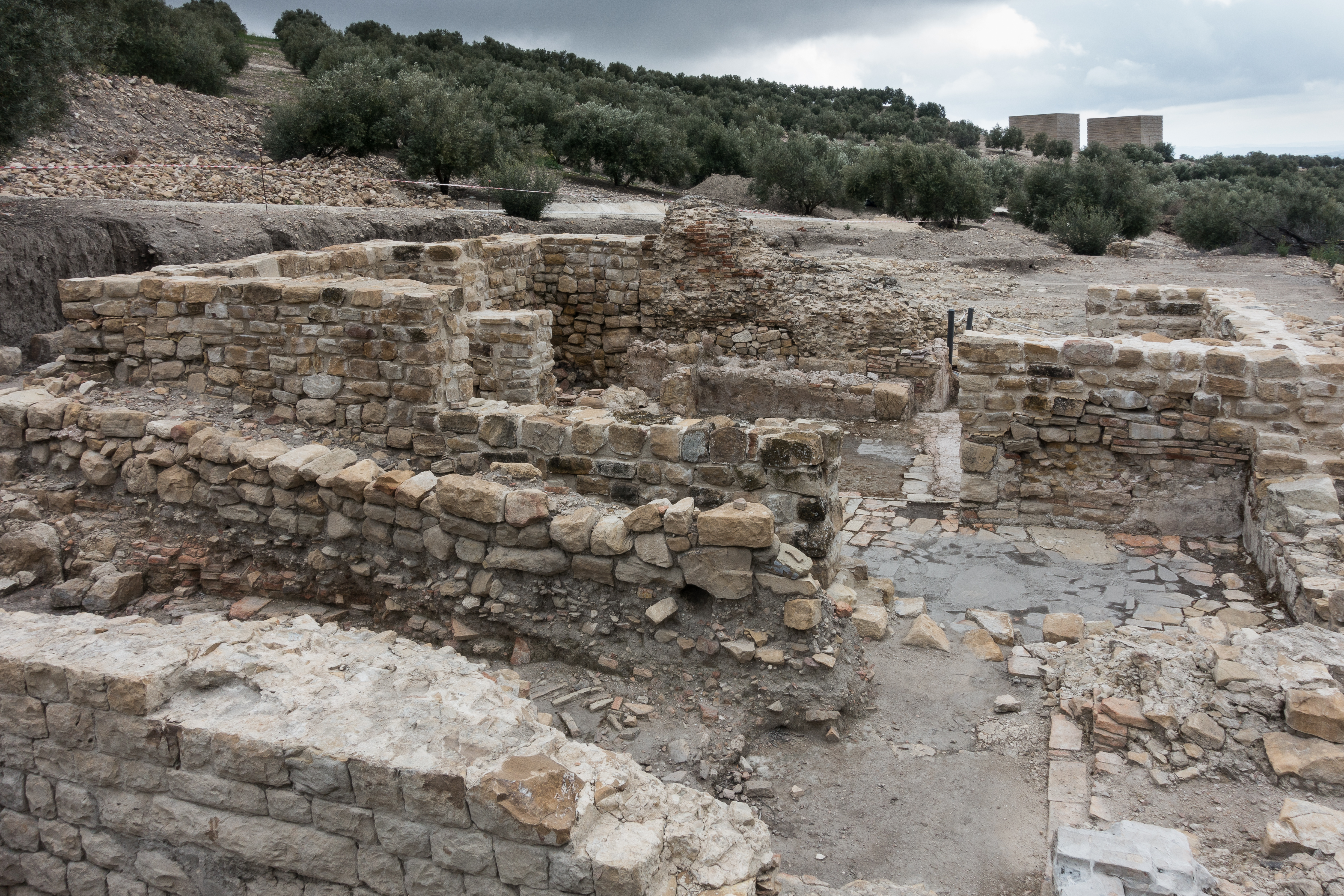
La ermita de las Vírgenes, dedicada a las mártires Alodia y Nunilo, fue construida en el sobre unas termas romanas.

A comienzos del siglo XVI, cuando la aldea de Castro el Viejo se encontraba ya prácticamente abandonada, se dedicó una ermita a dos santas mozárabes conocidas como Nunilo y Alodia. Según el Memorial de los Santos de San Eulogio, las santas hermanas pertenecieron al grupo de mártires mozárabes del siglo IX que murieron defendiendo su fe debido a que su padre era musulmán y su madre cristiana. Su negación a ser musulmanas las llevó a ser sentenciadas por el emir cordobés Abderramán II el 22 de octubre de 851. El templo cristiano se alzó sobre los restos de unas termas romanas conocidas como balneum calpurnianum. Se conoce que un caballero de Córdoba visitó el templo en 1644 y describió su retablo. La ermita aparece en el Catastro de Ensenada (1752) como una de las dieciocho que albergaba Baena en la época. Sin embargo, sufrió un gran daño durante el terremoto de Lisboa de 1755 y posteriores visitantes apenas pudieron describir sus restos o su situación. Las excavaciones permitieron de nuevo su estudio a partir de 2013.

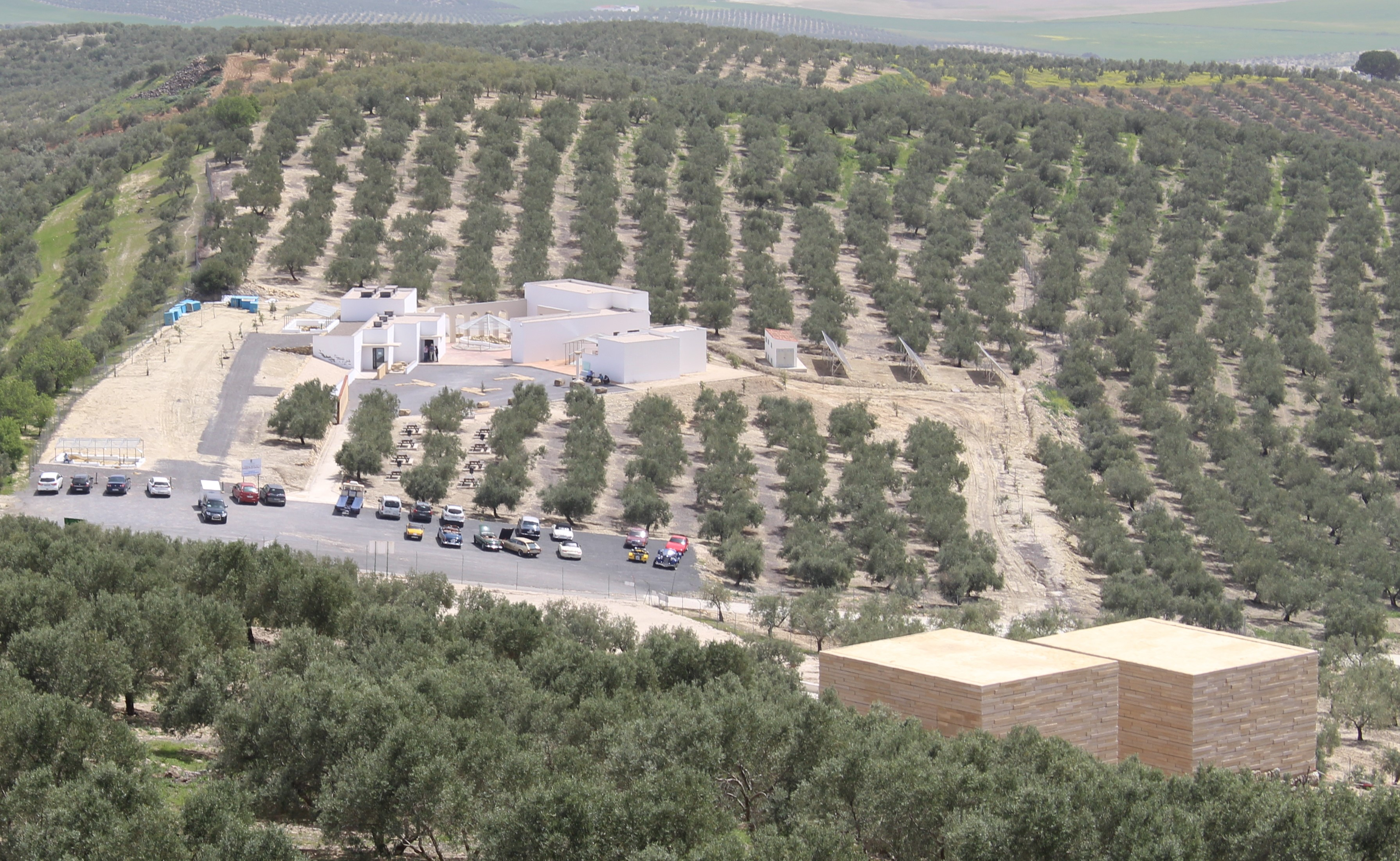
El centro de visitantes de Torreparedones fue inaugurado en 2016 junto a la necrópolis oriental. A la derecha puede observarse la puerta oriental.

En 2011 se encontró en la zona una pequeña inscripción, realizada en piedra de mina, que constituiría una prueba más que avalaría la hipótesis de que en Torreparedones fue la colonia Ituci Virtus Iulia de Plinio. Por su estado fragmentario no se pudo precisar si se trata del revestimiento de un pedestal honorífico de estatua o de un epitafio encastrado en un monumento funerario. El profesor Ángel Ventura, de la Universidad de Córdoba, comenta que «lo verdaderamente interesante de la inscripción se encuentra al final de la línea dos, que aparece tras el nombre del protagonista y formando parte de su cursus honorum, donde hay una letra G seguida de una interpunción y del número XXXIII suprabarrado, es decir, con una línea incisa horizontal arriba». Este signo epigráfico se empleaba para indicar un numeral ordinario: en este caso, trigésimo tercero/a. «La abreviatura se resuelve con seguridad como una referencia a la legión 33 del ejército romano». Añade que las inscripciones que mencionan a militares son muy escasas en la Bética, documentándose dichos veteranos en calidad de colonos de las colonias fundadas por Julio César y Augusto durante la segunda mitad del siglo I a. C. «De tal modo que el personaje al que alude el epígrafe, cuyo nombre no se ha conservado, sería un veterano perteneciente a la trigésimo tercera legión, quien, tras licenciarse, se habría establecido en la colonia Virtus Iulia, junto con otros soldados, donde debió recibir tierras como premio a su trayectoria militar». Esas tierras eran confiscadas por el Estado romano o expropiadas forzosamente a cambio de una compensación económica a los habitantes autóctonos.

## Cronología de las actuaciones y hallazgos
- 1833: Aparece casualmente el Mausoleo de los Pompeyos.
- 1987-1993: Realización de trabajos de topografía y excavación con la colaboración de la Universidad de Oxford.
- 2006-2007: Excavaciones en el santuario con el hallazgo de unos 290 exvotos en la puerta oriental.
- 2007-2008: Localización en el interior del castillo medieval la plaza de armas.
- 2008-2009: Se realiza la prospección geofísica del yacimiento.
- 2009: Excavación en el interior de la ciudad, aparecen el foro, el macellum (mercado), las termas, un busto del emperador Claudio, la inscripción con el nombre del mecenas que pagó la pavimentación de la plaza, Maco Iunius Marcellum de la tribu Galeria, y dos togados, uno masculino y otro femenino.
- 2011: Se encuentra una pequeña inscripción, realizada en piedra de mina, en la zona donde al parecer estuvo la antigua ermita de las santas Nunilo y Alodia, en la que se da a conocer el verdadero nombre de Torreparedones (Ituci).
- 2015: Recuperación de termas[22] y acceso a la torre del castillo y al mirador.[23]
- 2017: Hallazgo de evidencias por georradar de la existencia de un anfiteatro romano de grandes dimensiones. Asimismo, se descubre un altar de la diosa de la Salud, Dea Salus.[24]
- 2018-2019: Excavación parcial del anfiteatro y cubrimiento de nuevo hasta adquirir los terrenos.[3]
- 2020: Descubrimiento de un segundo santuario con exvotos zoomorfos de piedra que representan caballos.[10] Además, licitación de una subvención gubernamental para restaurar y cubrir las termas romanas (230 000 €), el sector oriental y el lienzo occidental del castillo medieval (311 400 €), intervenciones en la curia (60 450 €), el pórtico norte y la edícula de la concordia (82 920 €), el foro (80 650 €) y el templo, pórtico sur, cardo de acceso al foro y construcciones anexas (86 570 €).[25]